# Lodewijk Jonckheere
Lodewijk Jonckheere (Koekelare, 24 oktober 1914 - Brugge, 9 april 1986) was een Belgische politicus voor de CVP. Hij was burgemeester van Koekelare.

## Biografie
Hij was een zoon van oud-burgemeester August Jonckheere. Lodewijk Jonckheere huwde met Mary Vanslambrouck op 6 april 1942. Onder burgemeester Etienne Lootens was hij van 1965 tot 1970 in Koekelare eerste schepen voor de Katholieke Partij. In 1977 werd Jonckheere burgemeester van Koekelare voor de partij Katholieke Eenheidslijst, toen hij Désiré Robbelein opvolgde. In 1983 begon hij aan zijn tweede legislatuur als burgemeester voor CVP, maar kon deze niet volmaken. Hij overleed op 71-jarige leeftijd in het AZ Sint-Jan in Brugge. 
Lodewijk Jonckheere kreeg 13 kinderen, van wie er verschillende in de gemeentelijke politiek actief werden. Zijn kinderen Hilda en Paul waren een tijd OCMW-voorzitter in Koekelare. 